# Clemerson de Araújo Soares
Clemerson de Araújo Soares, kurz Araújo, (* 8. August 1977 in Caruaru) ist ein ehemaliger brasilianischer Fußballspieler.

## Karriere
Der 1,72 Meter große Stürmer begann seine Karriere in der Profiabteilung des Goiás EC, bei welchem er für sechs Jahre unter Vertrag stand. 2004 wechselte er zum japanischen Verein Shimizu S-Pulse, spielte dort allerdings nur für eine Spielzeit. Ein Jahr darauf unterzeichnete er einen Vertrag bei Gamba Osaka, bei welchem er ebenfalls nur für ein Jahr unter Vertrag stand. Nach zwei Jahren in Japan wechselte er für zwei Jahre zum brasilianischen Verein Cruzeiro Belo Horizonte, bei welchem er 2006 ein torloses Ligaspiel absolvierte. Das wesentlich stärkere Jahr war 2007, in welchem er 14 Ligaspiele bestritt und am Ende fünf Tore vorweisen konnte.
Nach zwei Jahren in Brasilien wechselte er nach Katar zum al-Gharafa Sports Club. Mit al-Gharafa gewann Araújo insgesamt dreimal die Meisterschaft und wurde zudem in der Saison 2008/09 als bester Spieler der Liga ausgezeichnet. Neben der Liga zählen auch der Emir of Qatar Cup und der Qatar Crown Prince Cup zu seinen Errungenschaften. Die Spielzeiten 2011 und 2012 stand er beim Fluminense FC unter Vertrag, absolvierte aber lediglich sechs Ligaspiele. 2012 wechselte Araújo zu Náutico Capibaribe, wo er in der Série A in 33 Spielen zum Einsatz kam und dabei acht Saisontore erzielte. Nachdem er eine kurze Zeit bei Atlético Mineiro engagiert gewesen war und dort keine Ligaspiele bestritten hatte, stand er in den Spielzeiten 2013 und 2014 im Kader des Goiás EC. Insgesamt 18 Ligaeinsätze konnte Araújo aufbringen, ehe er nach der Saison 2014 seine aktive Karriere beendete.

## Erfolge
Goiás
- Staatsmeisterschaft von Goiás:1998, 1999, 2000, 2002, 2003
- Série B: 1999
- Copa Centro-Oeste: 2001, 2002

Gamba Osaka
- J. League Division 1: 2005

Cruzeiro
- Staatsmeisterschaft von Minas Gerais: 2006

al-Gharafa
- Qatar Stars League: 2007/08, 2008/09, 2009/10
- Emir of Qatar Cup: 2009
- Qatar Crown Prince Cup: 2009/10

## Auszeichnungen
J. League
- Weltweiter Torschützenkönig 2005 (33 Tore in 33 Spielen) ausgezeichnet durch International Federation of Football History & Statistics (IFFHS)[1]
- J. League Fußballer des Jahres (2005)

Qatar Stars League
- Torschützenkönig: 2007/08
- Bester Spieler in der Qatar Stars League (2009)